# Кутыбаев, Негматулла
Негматулла Кутыбаев (28 сентября 1973) — советский и узбекистанский футболист, нападающий, тренер. Выступал за сборную Узбекистана.

## Биография
Начинал играть на взрослом уровне во второй низшей лиге СССР в клубе «Аралводстроевец»/«Арал» из Нукуса. В 1991 году также выступал за дубль ташкентского «Пахтакора» и забил один гол в первенстве дублёров высшей лиги СССР.
После распада СССР в течение двух сезонов продолжал играть за «Арал» в высшей лиге Узбекистана. В 1993 году вошёл в десятку лучших бомбардиров чемпионата с 12 голами. В 1994 году перешёл в один из сильнейших клубов страны — «Нефтчи» (Фергана), в его составе за два сезона стал двукратным чемпионом страны и обладателем Кубка Узбекистана (1994), участвовал в матчах азиатских кубков. О выступлениях в 1996—1997 годах сведений нет[уточнить]. В 1998 году вернулся в «Нефтчи», где провёл ещё два сезона, стал двукратным серебряным призёром чемпионата.
В 2000 году выступал за «Семург» (Ангрен) и «Туран» (Нукус), забил за сезон 18 голов и вошёл в десятку лучших снайперов лиги. Затем перешёл в «Пахтакор», где за два года стал чемпионом, серебряным призёром и двукратным обладателем Кубка Узбекистана. В 2001 году с 16 голами стал лучшим снайпером «Пахтакора» и шестым бомбардиром чемпионата. 28 ноября 2001 года забил 5 голов в матче против «Семурга» (8:0).
Весной 2003 года выступал в чемпионате Казахстана за «Ордабасы» (Чимкент), провёл 9 матчей и забил 2 гола. О выступлениях в следующие полтора года сведений нет[уточнить].
В 2005 году выступал за «Кызылкум» (Зарафшан), стал лучшим снайпером клуба и четвёртым бомбардиром чемпионата (14 голов). В начале 2006 года перешёл в «Хорезм» (Ургенч), однако клуб был безнадёжным аутсайдером и во время летнего перерыва игрок вернулся в «Кызылкум», где выступал ещё полтора года до конца карьеры.
Всего в высшем дивизионе Узбекистана забил 106 голов.
В национальной сборной Узбекистана дебютировал 16 ноября 1998 года в товарищеском матче против Индии. Спустя три дня, также в матче против Индии, забил свой первый гол за сборную. Участник Азиатских игр 1998 года, на которых Узбекистан стал четвертьфиналистом, на турнире сыграл 4 матча и забил 4 гола, в том числе сделал хет-трик в ворота Монголии (15:0). Также участвовал в финальном турнире Кубка Азии 2000 года, где сыграл 2 матча, а его команда не вышла из группы. Всего в 1998—2002 годах сыграл 14 матчей (по другим данным — 15) и забил 5 голов.
В 2010—2016 годах работал главным тренером клуба «Арал» (Нукус), выступавшего в первой лиге Узбекистана.

## Достижения
- Чемпион Узбекистана: 1994, 1995, 2002
- Серебряный призёр чемпионата Узбекистана: 1998, 1999, 2001
- Обладатель Кубка Узбекистана: 1994, 2001, 2002
- Финалист Кубка Узбекистана: 1998